# ایرینا استورک
ایرینا استورک (انگلیسی: Irina Shtork؛ زادهٔ ۷ آوریل ۱۹۹۳) اسکیت‌باز نمایشی، و رقصنده روی یخ اهل استونی است. وی در بازی‌های المپیک زمستانی ۲۰۱۰ شرکت کرده‌است.